# Хутір Дубовий (Кривий Ріг)
Ху́тір Дубо́вий (Дубова Балка) — місцевість у Кривому Розі. Розташована на заході Покровського району міста.

## Загальні відомості
Хутір Дубовий був відомий із 1869 р. Містився на лівому схилі Балки Дубової. У 1903 р. мав 6 дворів, 33 мешканці.
У 1930-х рр. звався Дубровкою. З 1980 р. почалося знесення у зв'язку із розширенням промзони ЦГЗК. Тепер частина Покровського району. Залишилося кілька дворів, в основному дачні садиби.